# Liste der derzeitigen Gemeinden Westfalens
In Westfalen gibt es derzeit die folgenden unten angegebenen Gemeinden. Sie werden in alphabetischer Reihenfolge mit Angabe ihrer Kreis- und Regierungsbezirkszugehörigkeit aufgeführt.

## Liste
| Gemeinde                                                 | Kreis                     | Regierungsbezirk          |
| -------------------------------------------------------- | ------------------------- | ------------------------- |
| Ahaus, Mittlere kreisangehörige Stadt                    | Kreis Borken              | Regierungsbezirk Münster  |
| Ahlen, Mittlere kreisangehörige Stadt                    | Kreis Warendorf           | Regierungsbezirk Münster  |
| Altena, Mittlere kreisangehörige Stadt                   | Märkischer Kreis          | Regierungsbezirk Arnsberg |
| Altenbeken                                               | Kreis Paderborn           | Regierungsbezirk Detmold  |
| Altenberge                                               | Kreis Steinfurt           | Regierungsbezirk Münster  |
| Anröchte                                                 | Kreis Soest               | Regierungsbezirk Arnsberg |
| Arnsberg, Große kreisangehörige Stadt                    | Hochsauerlandkreis        | Regierungsbezirk Arnsberg |
| Ascheberg                                                | Kreis Coesfeld            | Regierungsbezirk Münster  |
| Attendorn, Mittlere kreisangehörige Stadt                | Kreis Olpe                | Regierungsbezirk Arnsberg |
| Bad Berleburg                                            | Kreis Siegen-Wittgenstein | Regierungsbezirk Arnsberg |
| Bad Driburg                                              | Kreis Höxter              | Regierungsbezirk Detmold  |
| Bad Laasphe                                              | Kreis Siegen-Wittgenstein | Regierungsbezirk Arnsberg |
| Bad Lippspringe                                          | Kreis Paderborn           | Regierungsbezirk Detmold  |
| Bad Oeynhausen, Mittlere kreisangehörige Stadt           | Kreis Minden-Lübbecke     | Regierungsbezirk Detmold  |
| Bad Sassendorf                                           | Kreis Soest               | Regierungsbezirk Arnsberg |
| Bad Wünnenberg                                           | Kreis Paderborn           | Regierungsbezirk Detmold  |
| Balve                                                    | Märkischer Kreis          | Regierungsbezirk Arnsberg |
| Beckum, Mittlere kreisangehörige Stadt                   | Kreis Warendorf           | Regierungsbezirk Münster  |
| Beelen                                                   | Kreis Warendorf           | Regierungsbezirk Münster  |
| Bergkamen, Mittlere kreisangehörige Stadt                | Kreis Unna                | Regierungsbezirk Arnsberg |
| Bestwig                                                  | Hochsauerlandkreis        | Regierungsbezirk Arnsberg |
| Beverungen                                               | Kreis Höxter              | Regierungsbezirk Detmold  |
| Bielefeld, kreisfreie Stadt                              | kreisfrei                 | Regierungsbezirk Detmold  |
| Billerbeck                                               | Kreis Coesfeld            | Regierungsbezirk Münster  |
| Bocholt, Große kreisangehörige Stadt                     | Kreis Borken              | Regierungsbezirk Münster  |
| Bochum, kreisfreie Stadt                                 | kreisfrei                 | Regierungsbezirk Arnsberg |
| Bönen                                                    | Kreis Unna                | Regierungsbezirk Arnsberg |
| Borchen                                                  | Kreis Paderborn           | Regierungsbezirk Detmold  |
| Borgentreich                                             | Kreis Höxter              | Regierungsbezirk Detmold  |
| Borgholzhausen                                           | Kreis Gütersloh           | Regierungsbezirk Detmold  |
| Borken, Mittlere kreisangehörige Stadt                   | Kreis Borken              | Regierungsbezirk Münster  |
| Bottrop, kreisfreie Stadt                                | kreisfrei                 | Regierungsbezirk Münster  |
| Brakel                                                   | Kreis Höxter              | Regierungsbezirk Detmold  |
| Breckerfeld                                              | Ennepe-Ruhr-Kreis         | Regierungsbezirk Arnsberg |
| Brilon, Mittlere kreisangehörige Stadt                   | Hochsauerlandkreis        | Regierungsbezirk Arnsberg |
| Bünde, Mittlere kreisangehörige Stadt                    | Kreis Herford             | Regierungsbezirk Detmold  |
| Burbach                                                  | Kreis Siegen-Wittgenstein | Regierungsbezirk Arnsberg |
| Büren                                                    | Kreis Paderborn           | Regierungsbezirk Detmold  |
| Castrop-Rauxel, Große kreisangehörige Stadt              | Kreis Recklinghausen      | Regierungsbezirk Münster  |
| Coesfeld, Mittlere kreisangehörige Stadt                 | Kreis Coesfeld            | Regierungsbezirk Münster  |
| Datteln, Mittlere kreisangehörige Stadt                  | Kreis Recklinghausen      | Regierungsbezirk Münster  |
| Delbrück, Mittlere kreisangehörige Stadt                 | Kreis Paderborn           | Regierungsbezirk Detmold  |
| Dorsten, Große kreisangehörige Stadt                     | Kreis Recklinghausen      | Regierungsbezirk Münster  |
| Dortmund, kreisfreie Stadt                               | kreisfrei                 | Regierungsbezirk Arnsberg |
| Drensteinfurt                                            | Kreis Warendorf           | Regierungsbezirk Münster  |
| Drolshagen                                               | Kreis Olpe                | Regierungsbezirk Arnsberg |
| Dülmen, Mittlere kreisangehörige Stadt                   | Kreis Coesfeld            | Regierungsbezirk Münster  |
| Emsdetten, Mittlere kreisangehörige Stadt                | Kreis Steinfurt           | Regierungsbezirk Münster  |
| Enger                                                    | Kreis Herford             | Regierungsbezirk Detmold  |
| Ennepetal, Mittlere kreisangehörige Stadt                | Ennepe-Ruhr-Kreis         | Regierungsbezirk Arnsberg |
| Ennigerloh                                               | Kreis Warendorf           | Regierungsbezirk Münster  |
| Ense                                                     | Kreis Soest               | Regierungsbezirk Arnsberg |
| Erndtebrück                                              | Kreis Siegen-Wittgenstein | Regierungsbezirk Arnsberg |
| Erwitte                                                  | Kreis Soest               | Regierungsbezirk Arnsberg |
| Eslohe (Sauerland)                                       | Hochsauerlandkreis        | Regierungsbezirk Arnsberg |
| Espelkamp, Mittlere kreisangehörige Stadt                | Kreis Minden-Lübbecke     | Regierungsbezirk Detmold  |
| Everswinkel                                              | Kreis Warendorf           | Regierungsbezirk Münster  |
| Finnentrop                                               | Kreis Olpe                | Regierungsbezirk Arnsberg |
| Freudenberg                                              | Kreis Siegen-Wittgenstein | Regierungsbezirk Arnsberg |
| Fröndenberg/Ruhr                                         | Kreis Unna                | Regierungsbezirk Arnsberg |
| Gelsenkirchen, kreisfreie Stadt                          | kreisfrei                 | Regierungsbezirk Münster  |
| Gescher                                                  | Kreis Borken              | Regierungsbezirk Münster  |
| Geseke                                                   | Kreis Soest               | Regierungsbezirk Arnsberg |
| Gevelsberg, Mittlere kreisangehörige Stadt               | Ennepe-Ruhr-Kreis         | Regierungsbezirk Arnsberg |
| Gladbeck, Große kreisangehörige Stadt                    | Kreis Recklinghausen      | Regierungsbezirk Münster  |
| Greven, Mittlere kreisangehörige Stadt                   | Kreis Steinfurt           | Regierungsbezirk Münster  |
| Gronau (Westfalen), Mittlere kreisangehörige Stadt       | Kreis Borken              | Regierungsbezirk Münster  |
| Gütersloh, Große kreisangehörige Stadt                   | Kreis Gütersloh           | Regierungsbezirk Detmold  |
| Hagen, kreisfreie Stadt                                  | kreisfrei                 | Regierungsbezirk Arnsberg |
| Halle (Westfalen)                                        | Kreis Gütersloh           | Regierungsbezirk Detmold  |
| Hallenberg                                               | Hochsauerlandkreis        | Regierungsbezirk Arnsberg |
| Haltern am See, Mittlere kreisangehörige Stadt           | Kreis Recklinghausen      | Regierungsbezirk Münster  |
| Halver                                                   | Märkischer Kreis          | Regierungsbezirk Arnsberg |
| Hamm, kreisfreie Stadt                                   | kreisfrei                 | Regierungsbezirk Arnsberg |
| Harsewinkel                                              | Kreis Gütersloh           | Regierungsbezirk Detmold  |
| Hattingen, Mittlere kreisangehörige Stadt                | Ennepe-Ruhr-Kreis         | Regierungsbezirk Arnsberg |
| Havixbeck                                                | Kreis Coesfeld            | Regierungsbezirk Münster  |
| Heek                                                     | Kreis Borken              | Regierungsbezirk Münster  |
| Heiden                                                   | Kreis Borken              | Regierungsbezirk Münster  |
| Hemer, Mittlere kreisangehörige Stadt                    | Märkischer Kreis          | Regierungsbezirk Arnsberg |
| Herdecke, Mittlere kreisangehörige Stadt                 | Ennepe-Ruhr-Kreis         | Regierungsbezirk Arnsberg |
| Herford, Große kreisangehörige Stadt                     | Kreis Herford             | Regierungsbezirk Detmold  |
| Herne, kreisfreie Stadt                                  | kreisfrei                 | Regierungsbezirk Arnsberg |
| Herscheid                                                | Märkischer Kreis          | Regierungsbezirk Arnsberg |
| Herten, Große kreisangehörige Stadt                      | Kreis Recklinghausen      | Regierungsbezirk Münster  |
| Herzebrock-Clarholz                                      | Kreis Gütersloh           | Regierungsbezirk Detmold  |
| Hiddenhausen                                             | Kreis Herford             | Regierungsbezirk Detmold  |
| Hilchenbach                                              | Kreis Siegen-Wittgenstein | Regierungsbezirk Arnsberg |
| Hille                                                    | Kreis Minden-Lübbecke     | Regierungsbezirk Detmold  |
| Holzwickede                                              | Kreis Unna                | Regierungsbezirk Arnsberg |
| Hopsten                                                  | Kreis Steinfurt           | Regierungsbezirk Münster  |
| Hörstel                                                  | Kreis Steinfurt           | Regierungsbezirk Münster  |
| Horstmar                                                 | Kreis Steinfurt           | Regierungsbezirk Münster  |
| Hövelhof                                                 | Kreis Paderborn           | Regierungsbezirk Detmold  |
| Höxter, Mittlere kreisangehörige Stadt                   | Kreis Höxter              | Regierungsbezirk Detmold  |
| Hüllhorst                                                | Kreis Minden-Lübbecke     | Regierungsbezirk Detmold  |
| Ibbenbüren, Mittlere kreisangehörige Stadt               | Kreis Steinfurt           | Regierungsbezirk Münster  |
| Iserlohn, Große kreisangehörige Stadt                    | Märkischer Kreis          | Regierungsbezirk Arnsberg |
| Isselburg                                                | Kreis Borken              | Regierungsbezirk Münster  |
| Kamen, Mittlere kreisangehörige Stadt                    | Kreis Unna                | Regierungsbezirk Arnsberg |
| Kierspe                                                  | Märkischer Kreis          | Regierungsbezirk Arnsberg |
| Kirchhundem                                              | Kreis Olpe                | Regierungsbezirk Arnsberg |
| Kirchlengern                                             | Kreis Herford             | Regierungsbezirk Detmold  |
| Kreuztal, Mittlere kreisangehörige Stadt                 | Kreis Siegen-Wittgenstein | Regierungsbezirk Arnsberg |
| Ladbergen                                                | Kreis Steinfurt           | Regierungsbezirk Münster  |
| Laer                                                     | Kreis Steinfurt           | Regierungsbezirk Münster  |
| Langenberg                                               | Kreis Gütersloh           | Regierungsbezirk Detmold  |
| Legden                                                   | Kreis Borken              | Regierungsbezirk Münster  |
| Lengerich                                                | Kreis Steinfurt           | Regierungsbezirk Münster  |
| Lennestadt, Mittlere kreisangehörige Stadt               | Kreis Olpe                | Regierungsbezirk Arnsberg |
| Lichtenau                                                | Kreis Paderborn           | Regierungsbezirk Detmold  |
| Lienen                                                   | Kreis Steinfurt           | Regierungsbezirk Münster  |
| Lippetal                                                 | Kreis Soest               | Regierungsbezirk Arnsberg |
| Lippstadt, Große kreisangehörige Stadt                   | Kreis Soest               | Regierungsbezirk Arnsberg |
| Löhne, Mittlere kreisangehörige Stadt                    | Kreis Herford             | Regierungsbezirk Detmold  |
| Lotte                                                    | Kreis Steinfurt           | Regierungsbezirk Münster  |
| Lübbecke, Mittlere kreisangehörige Stadt                 | Kreis Minden-Lübbecke     | Regierungsbezirk Detmold  |
| Lüdenscheid, Große kreisangehörige Stadt                 | Märkischer Kreis          | Regierungsbezirk Arnsberg |
| Lüdinghausen                                             | Kreis Coesfeld            | Regierungsbezirk Münster  |
| Lügde                                                    | Kreis Lippe               | Regierungsbezirk Detmold  |
| Lünen, Große kreisangehörige Stadt                       | Kreis Unna                | Regierungsbezirk Arnsberg |
| Marienmünster                                            | Kreis Höxter              | Regierungsbezirk Detmold  |
| Marl, Große kreisangehörige Stadt                        | Kreis Recklinghausen      | Regierungsbezirk Münster  |
| Marsberg                                                 | Hochsauerlandkreis        | Regierungsbezirk Arnsberg |
| Medebach                                                 | Hochsauerlandkreis        | Regierungsbezirk Arnsberg |
| Meinerzhagen                                             | Märkischer Kreis          | Regierungsbezirk Arnsberg |
| Menden (Sauerland), Mittlere kreisangehörige Stadt       | Märkischer Kreis          | Regierungsbezirk Arnsberg |
| Meschede, Mittlere kreisangehörige Stadt                 | Hochsauerlandkreis        | Regierungsbezirk Arnsberg |
| Metelen                                                  | Kreis Steinfurt           | Regierungsbezirk Münster  |
| Mettingen                                                | Kreis Steinfurt           | Regierungsbezirk Münster  |
| Minden, Große kreisangehörige Stadt                      | Kreis Minden-Lübbecke     | Regierungsbezirk Detmold  |
| Möhnesee                                                 | Kreis Soest               | Regierungsbezirk Arnsberg |
| Münster, kreisfreie Stadt                                | kreisfrei                 | Regierungsbezirk Münster  |
| Nachrodt-Wiblingwerde                                    | Märkischer Kreis          | Regierungsbezirk Arnsberg |
| Netphen, Mittlere kreisangehörige Stadt                  | Kreis Siegen-Wittgenstein | Regierungsbezirk Arnsberg |
| Neuenkirchen                                             | Kreis Steinfurt           | Regierungsbezirk Münster  |
| Neuenrade                                                | Märkischer Kreis          | Regierungsbezirk Arnsberg |
| Neunkirchen                                              | Kreis Siegen-Wittgenstein | Regierungsbezirk Arnsberg |
| Nieheim                                                  | Kreis Höxter              | Regierungsbezirk Detmold  |
| Nordkirchen                                              | Kreis Coesfeld            | Regierungsbezirk Münster  |
| Nordwalde                                                | Kreis Steinfurt           | Regierungsbezirk Münster  |
| Nottuln                                                  | Kreis Coesfeld            | Regierungsbezirk Münster  |
| Ochtrup                                                  | Kreis Steinfurt           | Regierungsbezirk Münster  |
| Oelde, Mittlere kreisangehörige Stadt                    | Kreis Warendorf           | Regierungsbezirk Münster  |
| Oer-Erkenschwick, Mittlere kreisangehörige Stadt         | Kreis Recklinghausen      | Regierungsbezirk Münster  |
| Olfen                                                    | Kreis Coesfeld            | Regierungsbezirk Münster  |
| Olpe, Mittlere kreisangehörige Stadt                     | Kreis Olpe                | Regierungsbezirk Arnsberg |
| Olsberg                                                  | Hochsauerlandkreis        | Regierungsbezirk Arnsberg |
| Ostbevern                                                | Kreis Warendorf           | Regierungsbezirk Münster  |
| Paderborn, Große kreisangehörige Stadt                   | Kreis Paderborn           | Regierungsbezirk Detmold  |
| Petershagen, Mittlere kreisangehörige Stadt              | Kreis Minden-Lübbecke     | Regierungsbezirk Detmold  |
| Porta Westfalica                                         | Kreis Minden-Lübbecke     | Regierungsbezirk Detmold  |
| Plettenberg, Mittlere kreisangehörige Stadt              | Märkischer Kreis          | Regierungsbezirk Arnsberg |
| Preußisch Oldendorf                                      | Kreis Minden-Lübbecke     | Regierungsbezirk Detmold  |
| Raesfeld                                                 | Kreis Borken              | Regierungsbezirk Münster  |
| Rahden                                                   | Kreis Minden-Lübbecke     | Regierungsbezirk Detmold  |
| Recke                                                    | Kreis Steinfurt           | Regierungsbezirk Münster  |
| Recklinghausen, Große kreisangehörige Stadt              | Kreis Recklinghausen      | Regierungsbezirk Münster  |
| Reken                                                    | Kreis Borken              | Regierungsbezirk Münster  |
| Rheda-Wiedenbrück, Mittlere kreisangehörige Stadt        | Kreis Gütersloh           | Regierungsbezirk Detmold  |
| Rhede                                                    | Kreis Borken              | Regierungsbezirk Münster  |
| Rheine, Große kreisangehörige Stadt                      | Kreis Steinfurt           | Regierungsbezirk Münster  |
| Rietberg, Mittlere kreisangehörige Stadt                 | Kreis Gütersloh           | Regierungsbezirk Detmold  |
| Rödinghausen                                             | Kreis Herford             | Regierungsbezirk Detmold  |
| Rosendahl                                                | Kreis Coesfeld            | Regierungsbezirk Münster  |
| Rüthen                                                   | Kreis Soest               | Regierungsbezirk Arnsberg |
| Saerbeck                                                 | Kreis Steinfurt           | Regierungsbezirk Münster  |
| Salzkotten                                               | Kreis Paderborn           | Regierungsbezirk Detmold  |
| Sassenberg                                               | Kreis Warendorf           | Regierungsbezirk Münster  |
| Schalksmühle                                             | Märkischer Kreis          | Regierungsbezirk Arnsberg |
| Schloß Holte-Stukenbrock, Mittlere kreisangehörige Stadt | Kreis Gütersloh           | Regierungsbezirk Detmold  |
| Schmallenberg, Mittlere kreisangehörige Stadt            | Hochsauerlandkreis        | Regierungsbezirk Arnsberg |
| Schöppingen                                              | Kreis Borken              | Regierungsbezirk Münster  |
| Schwelm, Mittlere kreisangehörige Stadt                  | Ennepe-Ruhr-Kreis         | Regierungsbezirk Arnsberg |
| Schwerte, Mittlere kreisangehörige Stadt                 | Kreis Unna                | Regierungsbezirk Arnsberg |
| Selm, Mittlere kreisangehörige Stadt                     | Kreis Unna                | Regierungsbezirk Arnsberg |
| Senden                                                   | Kreis Coesfeld            | Regierungsbezirk Münster  |
| Sendenhorst                                              | Kreis Warendorf           | Regierungsbezirk Münster  |
| Siegen, Große kreisangehörige Stadt                      | Kreis Siegen-Wittgenstein | Regierungsbezirk Arnsberg |
| Soest, Mittlere kreisangehörige Stadt                    | Kreis Soest               | Regierungsbezirk Arnsberg |
| Spenge                                                   | Kreis Herford             | Regierungsbezirk Detmold  |
| Sprockhövel, Mittlere kreisangehörige Stadt              | Ennepe-Ruhr-Kreis         | Regierungsbezirk Arnsberg |
| Stadtlohn                                                | Kreis Borken              | Regierungsbezirk Münster  |
| Steinfurt, Mittlere kreisangehörige Stadt                | Kreis Steinfurt           | Regierungsbezirk Münster  |
| Steinhagen                                               | Kreis Gütersloh           | Regierungsbezirk Detmold  |
| Steinheim                                                | Kreis Höxter              | Regierungsbezirk Detmold  |
| Stemwede                                                 | Kreis Minden-Lübbecke     | Regierungsbezirk Detmold  |
| Südlohn                                                  | Kreis Borken              | Regierungsbezirk Münster  |
| Sundern (Sauerland), Mittlere kreisangehörige Stadt      | Hochsauerlandkreis        | Regierungsbezirk Arnsberg |
| Tecklenburg                                              | Kreis Steinfurt           | Regierungsbezirk Münster  |
| Telgte                                                   | Kreis Warendorf           | Regierungsbezirk Münster  |
| Unna, Große kreisangehörige Stadt                        | Kreis Unna                | Regierungsbezirk Arnsberg |
| Velen                                                    | Kreis Borken              | Regierungsbezirk Münster  |
| Verl, Mittlere kreisangehörige Stadt                     | Kreis Gütersloh           | Regierungsbezirk Detmold  |
| Versmold                                                 | Kreis Gütersloh           | Regierungsbezirk Detmold  |
| Vlotho                                                   | Kreis Herford             | Regierungsbezirk Detmold  |
| Vreden                                                   | Kreis Borken              | Regierungsbezirk Münster  |
| Wadersloh                                                | Kreis Warendorf           | Regierungsbezirk Münster  |
| Waltrop, Mittlere kreisangehörige Stadt                  | Kreis Recklinghausen      | Regierungsbezirk Münster  |
| Warburg                                                  | Kreis Höxter              | Regierungsbezirk Detmold  |
| Warendorf, Mittlere kreisangehörige Stadt                | Kreis Warendorf           | Regierungsbezirk Münster  |
| Warstein, Mittlere kreisangehörige Stadt                 | Kreis Soest               | Regierungsbezirk Arnsberg |
| Welver                                                   | Kreis Soest               | Regierungsbezirk Arnsberg |
| Wenden                                                   | Kreis Olpe                | Regierungsbezirk Arnsberg |
| Werdohl, Mittlere kreisangehörige Stadt                  | Märkischer Kreis          | Regierungsbezirk Arnsberg |
| Werl, Mittlere kreisangehörige Stadt                     | Kreis Soest               | Regierungsbezirk Arnsberg |
| Werne, Mittlere kreisangehörige Stadt                    | Kreis Unna                | Regierungsbezirk Arnsberg |
| Werther (Westf.)                                         | Kreis Gütersloh           | Regierungsbezirk Detmold  |
| Westerkappeln                                            | Kreis Steinfurt           | Regierungsbezirk Münster  |
| Wetter (Ruhr), Mittlere kreisangehörige Stadt            | Ennepe-Ruhr-Kreis         | Regierungsbezirk Arnsberg |
| Wettringen                                               | Kreis Steinfurt           | Regierungsbezirk Münster  |
| Wickede (Ruhr)                                           | Kreis Soest               | Regierungsbezirk Arnsberg |
| Willebadessen                                            | Kreis Höxter              | Regierungsbezirk Detmold  |
| Wilnsdorf                                                | Kreis Siegen-Wittgenstein | Regierungsbezirk Arnsberg |
| Winterberg                                               | Hochsauerlandkreis        | Regierungsbezirk Arnsberg |
| Witten, Große kreisangehörige Stadt                      | Ennepe-Ruhr-Kreis         | Regierungsbezirk Arnsberg |

## Lippe
Siehe Kreis Lippe